# Análisis de partes interesadas
En planificación, el análisis de partes interesadas es el proceso de comprensión de los actores sociales involucrados y los posibles ajustes para maximizar su participación e impacto positivo. Se utiliza en la gestión de proyectos y resolución de conflictos, administración de empresas, toma de decisiones en ciencias de la salud ambiental, ecología industrial, entre otros dominios. 
Esta información se utiliza para evaluar cómo los intereses de las partes interesadas deberán dirigirse en un proyecto, política, programa o cualquier otra acción. El análisis de las partes interesadas consiste en sopesar y equilibrar las demandas en competencia. No excluye los intereses particulares, pero asegura que todos los afectados serán considerados.
El análisis de las partes interesadas se usa con frecuencia durante la fase de preparación de un proyecto para evaluar las actitudes de las partes interesadas con respecto a los posibles cambios. El análisis de las partes interesadas se puede hacer una vez o de manera regular para rastrear los cambios en las actitudes de las partes interesadas a lo largo del tiempo. 

## Tipos de partes interesadas
Los tipos de partes interesadas incluyen:  
- Actores principales: los que en última instancia son más afectados, ya sea de manera positiva o negativa por las acciones de una organización.
- Actores secundarios: los intermediarios, personas u organizaciones que se ven afectadas indirectamente por las acciones de una organización.
- Interesados terciarios: aquellos que serán los menos afectados

Otros tipos de partes interesadas: 
- Interesados clave: aquellos con influencia significativa o importancia dentro de una organización; también puede pertenecer a los otros grupos[4]

## Mapeo de partes interesadas

La matriz de Poder-Interés permite confeccionar estrategias a utilizar basadas en el cuadrante en el que se encuentran las partes interesadas.

La siguiente lista identifica algunos de los métodos más conocidos y más utilizados para el mapeo de partes interesadas: 
- Cameron y col. definió un proceso para clasificar las partes interesadas en función de sus necesidades e importancia relativa para los demás en la red.[5]
- Fletcher y col. definió un proceso para mapear las expectativas de los interesados en función de las jerarquías de valores e indicadores clave de rendimiento.[6]
- Mitchell y col. propuso una clasificación de las partes interesadas en función del poder de influencia, la legitimidad de la relación de cada parte interesada con la organización y la urgencia del reclamo de la parte interesada sobre la organización. Los resultados de esta clasificación pueden evaluar la pregunta fundamental de "¿qué grupos son los interesados que merecen o requieren la atención del planificador y cuáles no?" Esto es, "el grado en que los gerentes dan prioridad a los reclamos de las partes interesadas en competencia".[7]
- Savage y col. ofrecen una manera de clasificar a los interesados según el potencial de amenaza y el potencial de cooperación.[8]
- Turner y col. ha desarrollado un proceso de identificación del nivel de información, apoyo e influencia, que lleva a estrategias para comunicar y evaluar la satisfacción de las partes interesadas, y determinar si su actitud es de apoyo u oposición.[9]

Las técnicas de mapeo incluyen las siguientes técnicas de análisis utilizadas por agencias de ayuda, gobiernos o grupos de consultores: 

### Procedimiento de mapeo de partes interesadas
La lista de posibles interesados para cualquier proyecto a menudo excede tanto el tiempo disponible para el análisis como la capacidad de mapear y mostrar los resultados de manera sensata. El desafío es centrarse en las partes interesadas correctas que actualmente son importantes y crear una representación visual de este subconjunto crítico de la comunidad total: las partes interesadas clave.  
1. Desarrolle una lista categorizada de la comunidad de partes interesadas.
2. Las partes interesadas pueden priorizarse en algún orden.
3. Las partes interesadas de mayor prioridad se traducen en una representación visual (a menudo, una tabla o un gráfico).[8][11]

El estilo de presentación más común utiliza una matriz bidimensional. El poder y la influencia se ven comúnmente con una tercera dimensión mostrada por el color o el tamaño del símbolo que representa a los interesados individuales, a menudo la actitud. 
- Poder (alto, medio, bajo)
- Influencia (alta o baja)
- Interés / necesidad (alta, media, baja)
- Soporte / Actitud (positiva, neutral, negativa)

### El modelo de prominencia
Este modelo utiliza tres dimensiones: legitimidad (A), poder (B) y urgencia (C). Está representado en un diagrama de Venn, que tiene 8 regiones cada una asociada a un tipo específico de parte interesada.

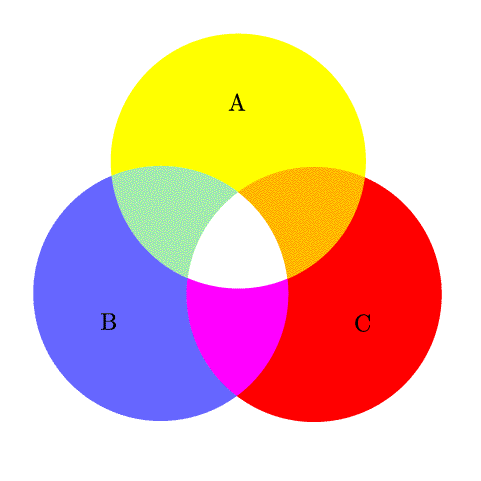
El modelo de Covalencia tiene 8 regiones, cada una asociada con un tipo de actor

Tipos de partes interesadas según lo descrito por el modelo de prominencia: 
1. Partes interesadas discrecionales: tienen poca urgencia o poder y es poco probable que ejerzan mucha presión. Tienen reclamos legítimos (región amarilla).
2. Partes interesadas inactivas: tienen mucho poder pero no tienen legitimidad ni urgencia y, por lo tanto, no es probable que se involucren mucho (región azul).
3. Partes interesadas exigentes: tienen poco poder o legitimidad, pero pueden hacer mucho "ruido" porque quieren que las cosas se aborden de inmediato (región roja).
4. Partes interesadas dominantes: tienen tanto poder formal como legitimidad, pero poca urgencia. Tienden a tener ciertas expectativas que deben cumplirse (región verde).
5. Partes interesadas peligrosas: tienen poder y urgencia, pero no son realmente pertinentes para el proyecto (región morada).
6. Partes interesadas dependientes: tienen intereses urgentes y legítimos en el proyecto pero poco poder. Estas partes interesadas pueden apoyarse en otro grupo de partes interesadas para que se escuche su voz (región naranja).
7. Partes interesadas definitivas: tienen poder, legitimidad y urgencia y, por lo tanto, tienen la mayor importancia (región blanca en la intersección de todas las demás regiones).
8. No interesados: no tienen poder, legitimidad ni urgencia (fuera de las regiones definidas por los círculos A, B y C).

## Beneficios
El análisis de las partes interesadas ayuda a identificar:
- intereses de las partes
- riesgos potenciales y malentendidos
- mecanismos para influir positivamente en otras partes interesadas
- personas clave para estar informados sobre el proyecto durante la fase de ejecución
- partes negativas, así como sus efectos adversos en el proyecto